# Fehérszárnyú ölyv
A fehérszárnyú ölyv (Buteo albicaudatus) a madarak osztályának vágómadár-alakúak (Accipitriformes) rendjébe, ezen belül a vágómadárfélék (Accipitridae) családjába tartozó faj.

## Előfordulása
Észak-Amerika déli részétől, Közép-Amerikán keresztül, Dél-Amerika déli részéig honos.

## Megjelenése
A testhossza 58 centiméter, szárnyfesztávolsága 120 centiméter. Torka, melle, hasa és szárnyainak alsó része fehér, innen kapta nevét is.

## Életmódja
Emlősökre, békákra és rovarokra  vadászik.